# Marshallacris
Marshallacris är ett släkte av insekter. Marshallacris ingår i familjen torngräshoppor.
Kladogram enligt Catalogue of Life:
| Marshallacris | \| \| Marshallacris africanus \| \| \| \| \| \| Marshallacris apterus \| \| \| \| \| \| Marshallacris cadone \| \| \| \| \| \| Marshallacris imponens \| \| \| \| \| \| Marshallacris parvulus \| \| \| \| |
|               | \| \| Marshallacris africanus \| \| \| \| \| \| Marshallacris apterus \| \| \| \| \| \| Marshallacris cadone \| \| \| \| \| \| Marshallacris imponens \| \| \| \| \| \| Marshallacris parvulus \| \| \| \| |
|               | Marshallacris africanus |
|               | |
|               | Marshallacris apterus |
|               | |
|               | Marshallacris cadone |
|               | |
|               | Marshallacris imponens |
|               | |
|               | Marshallacris parvulus |
|               | |